# Daniel Lanois
Daniel Lanois (Gatineau, 19 settembre 1951) è un produttore discografico, chitarrista e cantautore canadese.
Nella sua carriera ha prodotto album sia per molti artisti che per se stesso. Tra i tanti musicisti con cui ha lavorato si devono citare almeno Brian Eno, Bob Dylan, U2, Peter Gabriel, Neil Young, Neville Brothers, Robbie Robertson e Emmylou Harris.

## Biografia
Ha iniziato la sua carriera in uno studio di sua proprietà, i Grant Avenue Studios, ad Hamilton nell'Ontario. Ha cominciato con alcune band locali, fra le quali Martha and the Muffins. Scoperto da Brian Eno, ha con quest'ultimo intrapreso una proficua collaborazione. Il primo incarico affidatogli da Eno è stata la co-produzione dell'album The Unforgettable Fire degli U2. Successivamente nel 1987, sempre insieme ad Eno, supporta gli U2 per la realizzazione di The Joshua Tree che gli varrà l'assegnazione del Grammy per la categoria Album dell'anno. Bono presenta allora Daniel a Bob Dylan e questi gli affida la produzione del suo Oh Mercy (1989). Otto anni dopo, Dylan e Lanois lavoreranno insieme per Time Out of Mind, il primo lavoro di studio del cantautore americano dal 1990, grazie al quale vincerà un altro Grammy. Negli anni seguenti proseguirà le collaborazioni con diversi artisti, partecipando attivamente alla realizzazione di altri prodotti discografici di grande successo, specialmente con gli U2. Nel 1999 produce con Mark Howard l'album "Vagabond Ways" di Marianne Faithfull, del quale firma alcune delle canzoni. Lanois nel 2010 ha iniziato una collaborazione con Neil Young per la produzione del nuovo disco di quest'ultimo. Nel giugno dello stesso anno è protagonista di un grave incidente stradale motociclistico occorsogli nella città di Los Angeles. Oltre ad essere un ottimo produttore discografico, Lanois è anche un cantante ed un eclettico musicista talentuoso. Suona diversi strumenti musicali tra cui la chitarra e la batteria.

## Discografia
- 1989 – Acadie
- 1993 – For the Beauty of Wynona
- 1996 – Sweet Angel Mine
- 1996 – Lost in Mississippi
- 1996 – Sling Blade
- 2003 – Shine
- 2004 – Rockets
- 2005 – Belladonna
- 2008 – Here Is What Is
- 2012 – Black Dub
- 2014 – Flesh and Machine
- 2016 – Goodbye to Language
- 2018 – Venetian Snares x Daniel Lanois
- 2021 – Omni Series: Steel/Purple Vista/Santiago
- 2021 – Heavy Sun